# Farhad Safinia
Farhad Safinia (* 1975 in Teheran, Iran) ist ein US-amerikanischer Drehbuchautor, Filmregisseur und Fernsehproduzent iranischer Herkunft. International bekannt wurde er durch die US-amerikanische Fernsehserie Boss, die Safinia für den US-Kabelsender Starz produzierte.

## Leben und Karriere
Farhad Safinia wurde 1975 im iranischen Teheran geboren. Seine Familie verließ den Iran, als er vier Jahre alt war, um zuerst in Paris und danach in London zu leben. Safinia besuchte in England die Charterhouse School in Godalming in Surrey und anschließend studierte er am King’s College (Cambridge) Wirtschaftswissenschaften. Während seiner Zeit am King’s College führte Safinia Regie und inszenierte eine Reihe von Bühnenproduktionen für den Amateur Dramatic Club der Cambridge University und andere Theaterfirmen. Nach seinem Abschluss zog er nach New York City, wo er Film an der The-New-School-Universität und an der Tisch School of the Arts der New York University studierte. Im Sommer 2007 heiratete er in Halifax die kanadische Schauspielerin Laura Regan, die die Enkelin des kanadischen Politikers John Harrison ist.
Im Jahre 2004 lernte Safinia Regisseur Mel Gibson als Assistent während der Postproduktion von dessen Kinofilm Die Passion Christi kennen und gemeinsam arbeitete man zwei Jahre später am Drehbuch zum Historiendrama Apocalypto, wo wiederum Gibson die Regie führen sollte. In den Jahren 2011 und 2012 fungierte Safinia als Schöpfer und Drehbuchautor und darüber hinaus auch als ausführender Produzent für die beiden Staffeln der preisgekrönten Politserie Boss mit Kelsey Grammer in der männlichen Hauptrolle. 2019 inszenierte er mit dem Filmdrama The Professor and the Madman mit Natalie Dormer, Mel Gibson und Sean Penn seinen ersten eigenen Kinofilm. Das Drehbuch zur Mel-Gibson-Produktion stammt ebenfalls aus seiner Feder.
Safinia lebt derzeit in Los Angeles, Kalifornien.

## Filmografie (Auswahl)
Drehbuchautor
- 2001: Outside the Box (Kurzfilm)
- 2006: Apocalypto
- 2011–2012: Boss (Fernsehserie, 18 Episoden)
- 2019: The Professor and the Madman

Filmregisseur
- 2001: Outside the Box (Kurzfilm)
- 2019: The Professor and the Madman

Film- und Fernsehproduzent
- 2006: Apocalypto
- 2011–2012: Boss (Fernsehserie, 18 Episoden)